# John Allen (puritano)
John Allen, o John Allin (1596-1671) fue uno de los padres peregrinos o fundadores de Nueva Inglaterra  asociado con la fundación de Dedham, Massachusetts.

## Biografía
Allen nace en 1596. Se cree que pertenecía a Christ's College, Cambridge, en la Universidad de Cambridge , donde realizó la maestría Según el Diccionario de Biografía Nacional , se le describe "por alguien a quien no le gustaban los elogios". siendo 'un estudiante profundo, un buen erudito', y se agrega que fue 'un excelente predicador, un santo eminente y piadoso,  un hombre de un comportamiento muy humilde, celestial y cortés, lleno de dulce amor cristiano para todos. ' No obstante, estuvo expuesto a las persecuciones político-religiosas de la época. Estando 'asentado' en Ipswich , quedó bajo la censura del obispo Wren . Voluntariamente dejó su "ordenación" y se mudó a Londres., en lugar de reclamar.

### En Norteamérica
Alrededor del año 1637–8 acompañó a una banda de puritanismo inglés a Nueva Inglaterra, "obligándose a subir a bordo del barco que lo transportaría allí disfrazado, para eludir su persecución". Los residentes lo invitaron a establecerse en Dedham, Massachusetts "con la idea de un futuro empleo en publik worke"." En 1639 fue elegido pastor de la Primera Iglesia y Parroquia en Dedham, donde continuó "muy querido y útil todo el resto de sus días", solo de vez en cuando acompañando a Eliot en su labor entre los indios".

### Nueve Posturas
En 1637, una cantidad de teólogos ingleses, después de haber tenido la bronca de que sus hermanos en Nueva Inglaterra se estaban alejando de los antiguos hitos con respecto a la disciplina y el orden eclesiásticos, les dirigieron una carta de investigación con respecto a lo que llamaron las 'Nueve Posiciones'. Los teólogos de Nueva Inglaterra respondieron a la comunicación extensamente, reconociendo francamente que en ciertos puntos sus puntos de vista habían sido modificados. Esto a su vez fue respondido por John Ball en nombre de los teólogos ingleses, y finalmente, Allen y Thomas Shepard, dieron una respuesta muy capaz y picante , titulada 'Una defensa de las nueve posiciones'.’

### Controversia del Bautismo
Más tarde, una prolongada controversia agitó a Nueva Inglaterra sobre los 'sujetos' (u objetos) apropiados del bautismo. Allen fue el primero en la refriega y publicó una vigorosa "Defensa del Sínodo celebrada en Boston en el año 1662". También estuvo asociado con Shepard en un tratado sobre 'Reforma de la Iglesia'.

### Limitación de la lealtad colonial
Pero Allen era más que un pastor y predicador. A pesar de su rara paciencia y tranquilidad, él podía tomar una posición cuando lo llamaran. Se le impuso la necesidad de hacerlo con mucha fuerza y perentoriamente. En 1646, un intento de someter a los colonos al parlamento británico produjo una resistencia apasionada. Allen fue elegido para ser la «voz» de la colonia, y presentó un documento de estadista en «tono varonil y decidido», marcando las limitaciones justas de la lealtad colonial y los derechos imperiales, y apoyando completamente a los colonos.

### Vida personal
Estuvo casado dos veces. Su primera esposa, Margaret, fue con él a Nueva Inglaterra. Poco después de su muerte, se casó con su segunda esposa, Katharine, viuda del gobernador Thomas Dudley. Dejó tres hijos, y en todo Estados Unidos hoy se descubre que las familias rastrean su descendencia de él. Murió el 26 de agosto de 1671. Está enterrado en el cementerio Old Village Cemetery.
Su afligida congregación publicó sus dos últimos sermones: el del Cantar de los Cantares viii. 5, y el otro de San Juan xiv. 22. En su prefacio, los editores lo denominan «un mayordomo constante, fiel y diligente en la casa de Dios, un hombre de paz y verdad, y una luz ardiente y brillante». Estos dos sermones se reimprimieron hace algunos años en un volumen conmemorativo titulado The Dedham Pulpit'.

## Legado
La Allin Congregational Church recibió su nombre de Allen después de separarse de la Primera Iglesia y Parroquia en Dedham.